# Jean-Baptiste Malet
Pour les articles homonymes, voir Malet.
Jean-Baptiste Malet, né le 16 avril 1987 à Toulon, est un journaliste français.
Auteur d'enquêtes « au long cours », Jean-Baptiste Malet a réalisé plusieurs ouvrages et documentaires, dont une enquête sur Amazon (En Amazonie, Fayard, 2013) et une autre sur la géopolitique du concentré de tomates industriel (L'Empire de l'or rouge, Fayard, 2017), traduites en plusieurs langues. Ce dernier a reçu le prix Albert-Londres du livre en 2018.

## Biographie et enquêtes

### 2007-2013
Il signe ses premières enquêtes en 2007, dans le journal satirique Le Ravi, et obtient une licence de Lettres à l'université de Toulon. De 2008 à 2013, il écrit pour Charlie Hebdo, L'Humanité, Golias Hebdo, Regards, Témoignage chrétien, Rue89, Bakchich. Son premier livre, Derrière les lignes du Front, paraît en 2011. En 2012, il signe l'enquête d'un film documentaire, Mains brunes sur la ville, consacré à la gestion municipale d'Orange, dont le député-maire est Jacques Bompard,,.
En novembre 2012, Jean-Baptiste Malet se fait embaucher comme intérimaire dans le centre logistique Amazon de Montélimar, en équipe de nuit, pour découvrir le fonctionnement de la multinationale et contourner l'interdiction de parler à la presse à laquelle les travailleurs Amazon sont astreints par leur règlement intérieur,,. Débutant par les diverses réunions et tests de recrutement proposés par l'agence d'intérim Adecco, l'enquête En Amazonie se déroule sur un mois à Montélimar, dont deux semaines et demie de travail dans l'usine logistique,,,. Le récit décrit les conditions de travail des nombreux intérimaires travaillant pour Amazon,,,, ces « nouveaux prolétaires dont nous créons tous les jours les jobs, à coups de clics », a écrit Le Nouvel Observateur. Pour le journal Le Monde : « Au-delà de ces conditions de travail dégradantes et infantilisantes, l'auteur replace cette expérience dans le contexte économique de la crise du marché du travail où prolifèrent les contrats précaires. ». Libération considère pour sa part : « Le livre de Jean-Baptiste Malet décrit un univers incroyable aux accents totalitaires, qui paraît ramener au XIXe siècle ». L'ouvrage a reçu le Prix lycéen du livre d'économie et de sciences sociales 2014. Il a été traduit en Italie aux éditions Kogoi, au Portugal chez Plátano Editora et en Espagne chez Trama Editorial.

### L'industrie de la tomate:L'Empire de l'or rouge
En 2017, il signe L'Empire de l'or rouge, une enquête allant de la Chine au Ghana, en passant par les États-Unis, le Canada, l'Espagne, l'Italie, l'Angleterre et la France sur la géopolitique du concentré de tomate industriel,. L'ouvrage a été traduit en Italie par les éditions Piemme, au Japon par les éditions Ohta, en Espagne par les éditions Península, en Allemagne par les éditions Eichborn, en langue néerlandaise en Belgique par les éditions Epo, au Brésil par les éditions Vestígio, en Slovénie par les éditions Umco, ainsi qu'à Taïwan par les éditions Heliopolis.
En 2018, l'éditeur italien Piemme, appartenant au groupe Mondadori, retire de son catalogue Rosso Marcio, traduction de L'Empire de l'or rouge quelques mois après sa publication, ce qui ouvre des soupçons de pression sur l'éditeur : les presses française et italienne dénoncent un cas de censure du livre.
Le 22 octobre 2018, Jean-Baptiste Malet reçoit à Istanbul le prix Albert-Londres du livre pour L'Empire de l'or rouge. Il témoigne dans un entretien : « C’est un grand honneur et la conclusion d’une très belle aventure, parfois difficile, parfois compliquée, jalonnée de moments de doute. Car se mettre en tête d’arpenter le monde pour raconter l’histoire de cette marchandise universelle qu’est la tomate d’industrie était un projet extrêmement ambitieux. Se consacrer pendant deux ans et demi à un sujet comme celui-ci signifie énormément de solitude, de moments loin de chez soi, de longues lectures en bibliothèque… Pendant toute cette enquête, j’ai vraiment sacrifié ma vie personnelle, ma vie intime, je n’ai fait que travailler. C’est le lot des journalistes indépendants, dont je fais partie, quand ils souhaitent mener une enquête au long cours. Malgré tout, je ne le regrette absolument pas, c’était mon choix et j’avais l'intuition qu’il fallait aller jusqu’au bout. »

### La Capitale de l'Humanité
Dans ce livre, Jean-Baptiste Malet reconstitue l’histoire d’un projet de ville utopique, né au début du XXe siècle et tombé dans l’oubli : le Centre mondial de communication. Conçu par le sculpteur américain Hendrik Christian Andersen et l’architecte français Ernest Hébrard, ce projet visait à édifier une cité idéale, destinée à devenir la capitale du monde. L’idée, résolument ancrée dans le contexte de la Belle Époque, reposait sur la foi en un progrès universel — un progrès rendu possible par l’expansion des moyens de communication (télégraphie, TSF, réseaux ferroviaires) et par l’émergence d’une véritable mondialisation économique et culturelle. Peu avant le début de la Première Guerre mondiale, le mouvement pacifiste international ambitionnait de construire cette cité universelle afin de réunir l’élite scientifique, intellectuelle, sportive et spirituelle de toutes les nations.
Malet effectue une enquête approfondie, fondée sur l’exploitation d’archives inédites en Europe et aux États-Unis. Libération présente le livre comme une « fresque littéraire d’une envergure aussi démesurée que le projet qu’il dépeint » réunissant « la rigueur du document » et « la dramaturgie d’un roman ». Le Monde décrit le livre comme « une enquête impressionnante d'érudition [qui] se lit comme un roman d'aventures ».
L'ouvrage révèle une dualité surprenante : d’une part, l'utopie du Centre mondial suscitait un engouement quasi messianique parmi les intellectuels, artistes et figures pacifistes de la Belle Epoque — tels que le sculpteur Rodin, le roi des Belges Albert Ier et plusieurs lauréats du prix Nobel de la paix —, qui y voyaient la promesse d’une ère nouvelle d’harmonie internationale ; d’autre part, la cité idéale rencontrait l’opposition de certains journaux et penseurs plus sceptiques, notamment issus des milieux socialistes, qui critiquaient le caractère élitiste de cette ville.
L'enquête retrace également une évolution inattendue : dans les années 1920, le dictateur Benito Mussolini accorde une audience à Andersen et envisage la réalisation de cette cité à Rome, illustrant ainsi la manière dont une utopie pacifiste peut être détournée à des fins politiques. Malet révèle que les plans de l'EUR, le projet de nouvelle Rome lancé par Mussolini et partiellement réalisé depuis, est en réalité largement inspiré du Centre mondial de communication. Selon la revue Urbanisme, « il est troublant de penser que le projet urbanistique du dictateur italien (l’actuel quartier EUR II) ait pu s’inspirer en partie de ce qui avait été à l’origine une ambition entièrement tournée vers le bonheur des peuples du monde entier ».
En établissant des parallèles avec les discours contemporains des géants du numérique — tels que ceux de Mark Zuckerberg ou Jeff Bezos, qui prônent la création d’infrastructures globales pour relier l’humanité —, l’ouvrage offre une lecture moderne d’un rêve ancien. Il questionne la pérennité et la transformation des utopies de la communication à travers le prisme des mutations technologiques et économiques actuelles.
La Capitale de l'Humanité a été traduit au Japon par NHK Book.

### Enquêtes dansLe Monde diplomatique
En 2016, Jean-Baptiste Malet avait commencé à s'intéresser au business de la spiritualité en publiant dans Le Monde diplomatique « Amma, l’empire du câlin », une enquête sur l'engouement pour la gourou indienne Mata Amritanandamayi, plus connue sous le nom d'Amma.
En juillet 2018, il publie « L’anthroposophie, discrète multinationale de l’ésotérisme », une enquête sur ce courant spirituel à « risques de dérives sectaires » fondé par l'occultiste autrichien Rudolf Steiner, dont il présente les postulats et l'influence.
En août 2018, Jean-Baptiste Malet publie une enquête sur Pierre Rabhi intitulée « Le système Pierre Rabhi », laquelle suscitera des réactions hostiles de Rabhi et de ses proches. Rabhi signe un droit de réponse dans le même journal en novembre 2018. Simultanément, Malet revient dans un nouveau texte « sur les critiques formulées par M. Rabhi et ses soutiens ». Il contredit factuellement certaines allégations de Pierre Rabhi, ainsi que des éléments de son droit de réponse, et indique en guise de conclusion : « cette enquête sur le « système Pierre Rabhi » ne constitue pas une attaque personnelle, mais une critique adressée à une forme d’écologie non politique, spiritualiste et individualiste, qui appelle une prise de conscience des personnes mais se garde de mettre cause le système économique. Au cœur de l’industrie culturelle, M. Rabhi a su mobiliser l’imaginaire du paradis perdu et en faire un produit de consommation de masse. »

## Prises de position
En 2009, étudiant âgé de 22 ans, il est candidat écologiste à l’élection cantonale partielle de Solliès-Pont dans le Var et réalise le score de 15,71 %.
En 2012, il déclare ne plus adhérer à un parti politique mais revendique être un « journaliste engagé ». Il considère cependant que cette notion d’engagement  « prête souvent à confusion », comme il l’explique dans un entretien en 2019, précisant qu'il n'est pas un « journaliste partisan » et que « le seul engagement qu['il] revendique, c’est celui de montrer le monde tel qu’il est ».
En 2013, il critique l'idée selon laquelle Amazon crée véritablement des emplois en France : « Si en effet, sur le court terme, Amazon crée de l'emploi, la concurrence d'Amazon fait en revanche fermer en masse d'autres points de vente de livres en supprimant des postes. Indirectement, l'argent public versé à ce genre d'entreprises lors de la création d'entrepôts produit du chômage », affirme-t-il dans un entretien à L'Humanité.

## Prix et distinctions
- En Amazonie : Prix lycéen du livre d'économie et de sciences sociales 2014[31].
- L'Empire de l'or rouge : Prix « Mange, Livre ! » 2017[46] ; Prix Albert-Londres 2018[2].

## Publications

### Ouvrages
- Jean-Baptiste Malet, Derrière les lignes du Front : Immersions et reportages en terre d'extrême-droite, Villeurbanne, Golias, 2011, 250 p. (ISBN 978-2-35472-137-4)[65].
- Jean-Baptiste Malet, En Amazonie : Infiltré dans le « meilleur des mondes », Fayard, 2013, 168 p. (EAN 9782213677651).
  - Édition augmentée en livre de poche : En Amazonie, Fayard, coll. « Pluriel », 2015, 192 p. (EAN 9782818504437)[66],[67],[68],[69],[70].
  - 2e édition poche augmentée de reportages en Allemagne, France et Italie : En Amazonie, Fayard, coll. « Pluriel », 2019, 208 p. (EAN 9782818504437)
- Jean-Baptise Malet, L'Empire de l'or rouge : Enquête mondiale sur la tomate d'industrie, Paris, Fayard, 2017, 288 p. (ISBN 978-2-213-68185-6).
  - Édition poche : L'Empire de l'or rouge, J'ai lu, coll. « Documents », 2018, 352 p. (EAN 9782290155912)[71].
- Jean-Baptiste Malet, La Capitale de l'Humanité, Bouquins, 2022, 384 p. (EAN 9782221218471)[72],[73].

### Préface
- Une charrette sur le bord du trottoir, John Dos Passos, Éditions de la Nerthe, 2015  (ISBN 978-2916862736)

### Articles
Le Monde Diplomatique
Ses articles dans Le Monde diplomatique portent sur l'entreprise Amazon, la gourou indienne Amma, l'industrie de la tomate, le courant ésotérique de l'anthroposophie, l'écrivain Pierre Rabhi et la collapsologie, sujets sur lesquels il apporte un regard critique.
- « Amazon, l’envers de l’écran », Le Monde diplomatique,‎ novembre 2013 (lire en ligne)
- « Le vieux monde et la mer », Le Monde diplomatique,‎ juillet 2016 (lire en ligne)
- « Amma, l’empire du câlin », Le Monde diplomatique,‎ novembre 2016 (lire en ligne)
- « Le capitalisme raconté par le ketchup », Le Monde diplomatique,‎ juin 2017 (lire en ligne)
- « Dans le temple de la « grande bouffe », le terroir à toutes les sauces », Le Monde diplomatique,‎ janvier 2018 (lire en ligne)
- « L’anthroposophie, discrète multinationale de l’ésotérisme », Le Monde diplomatique,‎ juillet 2018 (lire en ligne)
- « Le système Pierre Rabhi », Le Monde diplomatique,‎ août 2018 (lire en ligne)
- « Retour sur « Le système Pierre Rabhi » », Le Monde diplomatique,‎ novembre 2018 (lire en ligne)
- « La fin du monde n'aura pas lieu », Le Monde diplomatique,‎ août 2019 (lire en ligne)
- « À Toulon, le maire organise son plébiscite », Le Monde diplomatique,‎ mars 2020 (lire en ligne)
- « Derrière les murs de « l’usine à colis » », Le Monde diplomatique,‎ avril 2020 (lire en ligne)
- « Les pacifistes et la capitale du monde », Le Monde diplomatique,‎ septembre 2022 (lire en ligne)

## Filmographie

### Auteur-réalisateur
- L'Empire de l'or rouge, film documentaire de 70 minutes de Xavier Deleu & Jean-Baptiste Malet, Little Big Story - Groupe PVP, 2017[74].

Diffusé sur France 2 le 13 février 2018, le film a remporté en Suisse le prix Tournesol du documentaire vert et en Slovaquie le grand prix du festival Ekotop.

### Auteur
- Coauteur de Mains brunes sur la ville[13],[14],[15],[78], documentaire de 90 minutes, réalisé par Bernard Richard, sorti en salle le 21 mars 2012, produit par La Mare.